# Schronisko im. Wincentego Pola w Sromowcach Niżnych
Schronisko im. Wincentego Pola w Sromowcach Niżnych – nieistniejące obecnie schronisko turystyczne, prowadzone w Sromowcach Niżnych przez pieniński Oddział Polskiego Towarzystwa Tatrzańskiego. Obiekt powstał dzięki staraniom członka Zarządu Oddziału, Zygmunta Tałasiewicza i mieścił się w leśniczówce, należącej do rodziny Drohojowskich.
Schronisko działało w latach 1907–1914.